# Пашозерское сельское поселение
Пашо́зерское се́льское поселе́ние — муниципальное образование в составе Тихвинского района Ленинградской области. Административный центр — деревня Пашозеро.
Главой поселения является Калинина Лидия Сергеевна, главой администрации — Вихров Виктор Васильевич.

## Географическое положение
Общая площадь — 1108 км².
Расположено в восточной части Тихвинского района.
- Граничит:
  - на севере — с Подпорожским районом
  - на востоке — с Вологодской областью
  - на юго-востоке — с Бокситогорским районом
  - на западе — с Ганьковским сельским поселением
  - на северо-западе — с Лодейнопольским районом
  - на юге — с Шугозерским сельским поселением

По территории поселения проходят автодороги:
- 41К-019 (Явшиницы — Ганьково)
- 41К-887 (Кончик — Лукино)
- 41К-895 (подъезд к дер. Корбеничи)
- 41К-907 (Пашозеро — Чога)

Расстояние от административного центра поселения до районного центра — 98 км.
По территории поселения протекают реки Капша, Генуя, Чога. На территории поселения расположены озёра Пашозеро, Капшозеро, Леринское, Долгозеро, Пупозеро, Шигольское и др.

## История
В начале 1920-х годов в составе Лукинской волости Тихвинского уезда Череповецкой губернии был образован Пашозёрский сельсовет.
В августе 1927 года Пашозерский сельсовет вошёл в состав вновь образованного Капшинского района Ленинградской области.
16 июня 1954 года в состав Пашозерского сельсовета вошёл Лавровский сельсовет.
1 февраля 1963 Капшинский район был ликвидирован, сельсовет вошёл в состав Тихвинского района.
18 января 1994 года постановлением главы администрации Ленинградской области № 10 «Об изменениях административно-территориального устройства районов Ленинградской области» Пашозерский сельсовет, также как и все другие сельсоветы области, был преобразован в Пашозерскую волость.
1 января 2006 года в соответствии с областным законом № 52-оз от 1 сентября 2004 года «Об установлении границ и наделении соответствующим статусом муниципального образования Тихвинский муниципальный район и муниципальных образований в его составе» было образовано Пашозерское сельское поселение, в которое вошли территории бывших Алексеевской и Пашозерской волостей.

## Население
| 2006 | 2010 | 2011 | 2012 | 2013 | 2014 | 2015 |
| ---- | ---- | ---- | ---- | ---- | ---- | ---- |
| 800  | ↘572 | ↘570 | ↘553 | ↗562 | ↘543 | ↘529 |
| 2016 | 2017 | 2018 | 2019 | 2020 | 2021 | 2023 |
| ↘524 | ↘508 | ↘490 | ↘479 | ↘469 | ↘467 | ↘463 |
| 2024 | 2025 |      |      |      |      |      |
| ↘462 | →462 |      |      |      |      |      |

## Состав сельского поселения
На территории поселения находится 15 населённых пунктов:
| №  | Населённый пункт | Тип населённого пункта          | Население   |
| -- | ---------------- | ------------------------------- | ----------- |
| 1  | Берег            | деревня                         | →0 (2017)   |
| 2  | Бирючово         | деревня                         | ↗25 (2017)  |
| 3  | Кончик           | деревня                         | ↗91 (2017)  |
| 4  | Коптяево         | деревня                         | ↗1 (2017)   |
| 5  | Корбеничи        | деревня                         | ↗33 (2017)  |
| 6  | Кузнецова Гора   | деревня                         | ↘3 (2017)   |
| 7  | Лукино           | деревня                         | ↗19 (2017)  |
| 8  | Нюрговичи        | деревня                         | →0 (2017)   |
| 9  | Озровичи         | деревня                         | →13 (2017)  |
| 10 | Пашозеро         | деревня, административный центр | ↗390 (2017) |
| 11 | Стрелково        | деревня                         | ↗38 (2017)  |
| 12 | Урья             | деревня                         | ↗1 (2017)   |
| 13 | Усть-Капша       | деревня                         | ↗21 (2017)  |
| 14 | Харагеничи       | деревня                         | →12 (2017)  |
| 15 | Чога             | деревня                         | ↘4 (2017)   |